# وجهات طيران ترانسات
التالي قائمة وجهات طيران ترانسات:

## أوروبا
- النمسا
  - فيينا - مطار فيينا
- بلجيكا
  - بروكسل - مطار بروكسل
- فرنسا
  - بوردو - بوردو-مطار ميريينا
  - ليون - مطار سانت-ليون إكسبوري
  - مارساي - مطار مقاطعة مارساي
  - ميلوز - مطار أورو بازل مولهاوس - فرايبورغ
  - نانت - مطار نانت أتلانتيك
  - نيس - مطار نيس الريفيرا الفرنسي
  - باريس - مطار باريس شارل ديغول الدولي
  - تولوز - مطار تولوز بلانياك
- ألمانيا
  - فرانكفورت - مطار فرانكفورت الدولي
  - هامبورغ - مطار هامبورغ [موسمي]
  - ميونخ - مطار ميونخ [موسمي]
- اليونان
  - أثينا - مطار أثينا الدولي
- إيرلندا
  - ديلن - مطار دبلن
  - شانون، مقاطعة كلير - مطار شانون
- إيطاليا
  - بسكارا - مطار أبوروزو الدولي
  - لاميتسيا تيرمي - مطار لاميتسيا تيرمي
  - روما - مطار ليوناردو دا فينشي
  - البندقية - مطار البندقية ماركو بولو
- هولندا
  - أمستردام - مطار سخيبول أمستردام
- البرتغال
  - فارو - مطار فارو
  - لشبونة - مار لشبونة بورتيلا
  - بورتو - مطار فرانسيسكو ساكارنيرو
- إسبانيا
  - برشلونة - مطار برشلونة الدولي
  - مدريد - مطار مدريد باراخاس الدولي
  - مالقة - مطار مالقة
- المملكة المتحدة
  - برمينغهام - مطار برمنغهام [موسمي]
  - غلاسكو - مطار غلاسكو الدولي
  - لندن
    - مطار لندن جاتويك
    - مطار لندن هيثرو [موسمي]

  - مانشستر - مطار مانشيستر
  - نيوكاسل أبون تاين - مطار نيوكاسل [موسمي]

## أمريكل الشمالية
- كندا
  - ألبرتا
    - كالغاري - مطار كالغاري الدولي
    - أدمونتون - مطار أدمونتون الدولي

  - كولومبيا البريطانية
    - فانكوفر - مطار فانكوفر الدولي مركز

  - نيو برانزويك
    - فريدريكتون - مطار فريدريكتون الدولي
    - مونكتون - مطار مونكتون الدولي

  - نيوفاوندلاند ولابرادور
    - سانت جونز - مطار سانت جونز الدولي

  - نوفا سكوشا
    - هاليفاكس - مطار هاليفاكس ستانفيلد الدولي

  - أونتاريو
    - أوتوا - مطار ماكدونالد-كارتييه أوتاوا [تبدأ في 7 نوفمبر]
    - تورونتو - مطار تورونتو بيرسون الدولي مركز

  - مدينة كيبك
    - مدينة كيبك - كيبيك سيتي جان يسيج المطار الدولي
    - مونتريال - مطار مونتريال إليوت بيير ترودو الدولي مركز

  - ساسكاتشوان
    - ريجينا - كطار ريجينا الدولي
    - ساسكاتون - ساسكاتون ديفنبايكر زاي جون المطار الدولي
- المكسيك
  - آكوابولو - مطار الجنرال خوان ن. الفاريز الدولي
  - كانكون - مطار كانكون الدولي
  - هواتولكو - مطار باهياس هواتولكو دي الدولي
  - زيهانتانيجو - مطار زيهانتانيجو الدولي
  - مانزانيلو، كوليما - مطار بلايا دي أورو الدولي
  - بورتو فاليرتا - مطار غوستافو دياز أورداز الدولي
- الولايات المتحدة
  - فورت لودرديل (فلوريدا) - مطار فورت لودرديل-- هوليوود ال الدولي
  - أورلاندو - مطار أورلاندو الدولي

### الكاريبي
- كوبا
  - كاماغوي - مطار إغناسيو أغرامونتي الدولي
  - كايو كوكو - مطار جاردينس ديل ري
  - كايو لارغو دل سور - مطار فيلو أكونيا
  - هولغوين - مطارفرانك باييس
  - سانتا كلارا، كوبا - مطار هابيل سانتا ماريا
  - فاراديرو - مطار خوان غوالبرتو غوميز
- جمهورية الدومينيكان
  - لارومانا - مطار لارزمانا الدولي
  - بونتا كانا - مطار بونتا كانا الدولي
  - بويرتو بلاتا (المدينة) - مطار غريغوري لوبيرون الدولي
  - سانتا باربرا دي سامانا - مطار إل كاتي سامانا الدولي
  - سانتو دومينغو - مطار لاس أماريكا الدولي
- غرينادا
  - سانت جورج - مطار موريس بيشوب الدولي
- هايتي
  - بورت أو برنس - مطار توسانت لوفيرتور الدولي
- جمايكا
  - مونتيغو باي - مطار سانغستر الدولي
- سانت مارتن
  - سانت مارتن - مطار الأميرة جوليانا الدولي

### أمريكا الوسطى
- كوستاريكا
  - سان هوزيه, كوستاريكا - جون سانتاماريا مطار دولي
  - السلفادور
- سان سلفادور - مطار كوسكاتلان الدولي
- نيكاراغوا
  - ماناغوا - مطار أوغوستو جيم ساندينو الدولي
- بنما
  - بنما - مطار توسومان الدولي

## أمريكا الجنوبية
- كولومبيا
  - قرطاجنة، كولومبيا - رافائيل نونيز المطار الدولي [تبدأ في 20 ديسمبر]
  - سان أندريه، كولومبيا - مطار جوستافو روخاس بينيا الدولي
- فنزويلا
  - بورلامار - مطار ديل كاريبي الجنرال سانتياغو مارينو الدولي